# Wolfgang Grabowski
Wolfgang Grabowski (* 26. September 1937 in Berlin) ist ein ehemaliger deutscher Diplomat, der in der DDR-Zeit in Moskau und in verschiedenen asiatischen Ländern als Botschafter tätig war. Sein letzter Einsatz erfolgte von 1988 bis 1990 in Indiens Hauptstadt Neu-Delhi.

## Leben

### Entwicklung und Ausbildung
Wolfgang Grabowski wurde in der Familie des Tischlers Erich Grabowski und seiner Frau, die Näherin war, geboren. Er wuchs zusammen mit drei Geschwistern auf. Nach dem Besuch der Andreas-Oberschule wechselte er im Jahr 1955 zur Arbeiter-und-Bauern-Fakultät (ABF) in Halle/Saale, wo er sein Abitur machte und sich auf ein Auslandsstudium vorbereitete. Parallel hatte er sich in der FDJ engagiert.
Im Herbst 1956 begann Grabowski ein Studium am Moskauer Institut für Internationale Beziehungen. Mit dem Diplom in der Tasche absolvierte er anschließend noch eine sechsmonatige Ausbildung zum Gießer (Temperguss) in einem Leipziger Eisen- und Stahlwerk. Danach trat er in das Ministerium für Auswärtige Angelegenheiten der DDR ein und arbeitete in der Abteilung Sowjetunion. Er trat auch in die SED ein.

### Arbeit in diplomatischen Einrichtungen
Ab 1965 wurde Grabowski als Gesandter in der DDR-Botschaft in der Sowjetunion (Moskau) eingesetzt. Ein Praktikum in der ägyptischen Hauptstadt Kairo schloss sich an, wo er auch einen Englischsprachkurs absolvierte.
Von 1985 bis 1988 war Grabowski Botschafter in Syrien mit Zweitakkredition für Jordanien. Im Dezember 1988 wurde er zum Botschafter für Indien (Neu-Delhi) berufen. Er war Nachfolger des Diplomaten Bernd Biedermann und blieb bis zur deutschen Wiedervereinigung im Amt. Allerdings musste die Familie im Sommer 1990 in der DDR Urlaub machen und kam dann auf Veranlassung des damaligen Bundesaußenministers Hans-Dietrich Genscher nicht mehr nach Indien zurück. Eine geordnete Übergabe der Einrichtung an die Bundesrepublik Deutschland oder Rückgabe an eine indische Dienststelle waren damit nicht möglich.
Botschaftsgebäude in Neu-Delhi
Die DDR-Botschaft war ein zweistöckiges Gebäude, welches die indische Regierung den DDR-Vertretern zur Nutzung überlassen hatte. Es war im Jahr 1969 als Handelsmission eröffnet worden (Adresse: Kautilya Marg, am Rande des Botschafts-Viertels Chanakyapuri von Neu-Delhi). 1982 wurde es zu einem Botschaftssitz aufgewertet.
Nachdem Grabowski als letzter DDR-Diplomat zusammen mit seiner Frau aus der Residenz ausgezogen und alle Mitarbeiter der Botschaft abgewickelt worden waren, standen die Räumlichkeiten leer. Im Jahr 1992 erwarb der Bund die Liegenschaft und ließ sie zu einem Schulgebäude umbauen. Hier zog dann die im Januar 1961 vom damaligen (Bundes-)deutschen Botschafter von Heyden in der indischen Hauptstadt eröffnete Deutsche Botschaftsschule ein und konnte im Jahr 1992 den Unterricht in den renovierten Räumen weiterführen. Die Einrichtung firmiert als Deutsche Botschaftsschule in Neu-Delhi / German Embassy School New Delhi.

## Seit 1990: neue Aufgaben
Nach der Wende wurde Grabowski in der Rosa-Luxemburg-Stiftung aktiv, für die er im Jahr 2003 die Leitung der Filiale in Moskau übernahm. In der Partei Die Linke ist er Mitglied und engagiert sich auch hier.
Grabowski organisierte unter anderem eine Bürgerkampagne für bezahlbares Wohnen in Berlin-Friedrichshain, unterstützt weitere soziale und politische Organisationen sowie den Ältestenrat der Links-Partei, in dem er Mitglied ist, mit Ausarbeitungen, Vorträgen u.v.a.m. In der AG Friedensforschung tritt er zusammen mit anderen ehemaligen Diplomaten gegen die teilweise verfehlte Politik der EU auf.
Durch seine umfangreichen Erfahrungen und Kenntnisse in der damaligen Sowjetunion und in Russland ist er aktiver Teilnehmer am Petersburger Dialog.

## Privates
Sechzig Jahre lang wohnte er, zunächst mit Eltern und Geschwistern, später mit der eigenen Familie, in der damaligen Stalinallee, im Abschnitt zwischen Proskauer Straße und Frankfurter Tor, der seit der Umbenennung 1961 der westliche Beginn der Frankfurter Allee ist. In den 2010er Jahren zog er mit seiner Frau in eine Seniorenresidenz in Berlin-Mitte.
Wolfgang Grabowski war verheiratet mit der Sportlerin Ursula (1940–2023). Sie haben zusammen drei Kinder.
Grabowski beherrscht die Fremdsprachen Russisch und Englisch.

## Auszeichnungen
- 1975 Vaterländischer Verdienstorden in Bronze

## Veröffentlichungen
- Mit Manfred Gerlach: Bilanz einer großen Reise. 20 Jahre Vertrag über die Beziehungen zwischen der DDR und der UdSSR; in: Deutsche Außenpolitik, 1975, S. 1311 ff.[12]
- Mit Herbert Krolikowski, Günter Bühring, Manfred Rühl, Eva Eckstein: Die Organisation des Warschauer Vertrages. 1955–1975. Dokumente und Materialien; Staatsverlag der DDR 1975, 200 S.[12]
- Hefte vom VIP – Verband für Politik und Völkerrecht: Heft 19 (August 2008), Russland auf dem Weg zu neuer Macht.
- Magazin Welttrends. Das außenpolitische Journal: Der Syrienkonflikt und Russland, Nr. 124 (2017)
- Magazin Welttrends. Das außenpolitische Journal: Neuordnung des Nahen Ostens?[13]
- Magazin Welttrends. Das außenpolitische Journal: Russland und die BRICS, Nr. 136 (2018)[14]
- Magazin Welttrends. Das außenpolitische Journal: Eine Gegenkraft zum neoliberalen Westen, Nr. 147 (2019)[15]